# Stargirl (série télévisée)
Cet article concerne la série télévisée de super-héros. Pour le film du studio Disney, voir Stargirl (film).
Stargirl est une série télévisée américaine en 39 épisodes de 42 minutes créée par Geoff Johns et diffusée à partir du 18 mai 2020 en ligne sur le service DC Universe, et le lendemain à la télévision sur le réseau The CW pour la première saison, puis uniquement sur The CW depuis la deuxième, jusqu'au 7 décembre 2022.
La série est basée sur le personnage de Courtney Whitmore, alias Stargirl, créée par Geoff Johns en collaboration avec Lee Moder pour l'éditeur DC Comics. Elle met également en scène d'autres personnages de l'éditeur, notamment ceux issus de l'équipe de la Société de justice d'Amérique.
En France, en Suisse et en Belgique, elle est diffusée depuis le 11 janvier 2021 sur Warner TV. Elle reste inédite dans les autres pays francophones.

## Synopsis
Courtney Whitmore emménage dans la petite ville de Blue Valley dans le Nebraska avec sa famille. Un soir, elle découvre que son beau-père, Pat Dugan, cache un mystérieux sceptre aux pouvoirs étranges. Il lui révèle être Stripesy, l'ancien acolyte de Starman, un membre de la Société de justice d'Amérique, et qu'il a été chargé par ce dernier de veiller sur son sceptre après la mort des membres de l'équipe, dix ans auparavant. Pat apprend également à Courtney que leur arrivée à Blue Valley n'est pas un hasard, il enquête depuis plusieurs années sur la Société d'Injustice d'Amérique, l'équipe de super-vilains responsable de la chute de la SJA, qui semble utiliser la ville comme nouveau repaire.
Le sceptre ayant choisi Courtney comme nouveau propriétaire, elle devient alors Stargirl, une super-héroïne. Elle décide de fonder une nouvelle Société de Justice dans le but d'affronter la SIA et l'empêcher de nuire à nouveau.

## Distribution

### Acteurs principaux
- Brec Bassinger (VF : Cindy Lemineur) : Courtney Whitmore / Stargirl
- Yvette Monreal (VF : Alice Orsat) : Yolanda Montez / Wildcat II
- Anjelika Washington (en) (VF : Amélia Ewu) : Beth Chapel / Doctor Mid-Nite II
- Cameron Gellman (VF : Jim Redler) : Rick Tyler / Hourman II
- Trae Romano (VF : Kylian Trouillard) : Mike Dugan
- Meg DeLacy (en) (VF : Camille Donda) : Cynthia « Cindy » Burman / Shiv
- Hunter Sansone (VF : Maxime Baudouin) : Cameron Mahkent
- Amy Smart (VF : Laura Blanc) : Barbara Whitmore
- Luke Wilson (VF : Philippe Valmont) : Patrick « Pat » Dugan / S.T.R.I.P.E.
- Nick E. Tarabay (VF : Gilduin Tissier) : Eclipso (saison 2)[note 1]
- Neil Hopkins (VF : Ludovic Baugin) : Lawrence « Crusher » Crock / Sportsmaster (dès la saison 3 - récurrent saisons 1 et 2)
- Joy Osmanski (en) (VF : Audrey Sourdive) : Paula Brooks / Tigress (dès la saison 3 - récurrente saisons 1 et 2)

#### Anciens acteurs principaux
- Jake Austin Walker (en) : Henry King Jr. (saison 1)
- Neil Jackson (VF : Jean-Pierre Michaël) : Jordan Mahkent / Icicle (saison 1)
- Christopher James Baker (VF : Mario Bastelica) : Henry King Sr. / Brainwave (saison 1)

### Invités des séries dérivées ou du même univers

#### The Flash
- John Wesley Shipp (VF : Philippe Catoire) : Jay Garrick / Flash (2 épisodes)

 Source et légende : version française (VF) sur RS Doublage

## Production

### Développement
En juillet 2018, le service de streaming DC Universe annonce avoir commandé une première saison de treize épisodes pour une série télévisée centrée sur le personnage de Stargirl. Geoff Johns, créateur du personnage et scénariste sur plusieurs séries télévisées de l'éditeur, est à l'origine du projet qui est produit par Greg Berlanti et Warner Bros. Television.
En novembre 2019, il est dévoilé que la diffusion de la série sera partagée entre DC Universe et le réseau The CW. La chaîne diffusera les épisodes chaque semaine, le lendemain de leur mise en ligne sur DC Universe avant de les proposer sur son service de rattrapage.
En mars 2020, The CW annonce le lancement de la série pour le 12 mai 2020 sur son antenne, confirmant également le lancement sur DC Universe la veille. Néanmoins, le lancement est repoussé au 18 mai 2020 à la suite de ré-arrangement dans la grille des programmes de The CW afin que la chaîne puisse proposer des programmes inédits plus longtemps à la suite de la pandémie de Covid-19, qui a causé l'arrêt de plusieurs tournages de programmes en cours.
En juillet 2020, The CW annonce le renouvellement de la série dont la diffusion ne sera plus partagée avec DC Universe. En effet, dès sa deuxième saison, Stargirl deviendra une production originale de la chaîne à la suite de la fermeture du service. La troisième saison est commandée le 3 mai 2021, trois mois avant la diffusion de la deuxième saison. Lors du renouvellement, il est dévoilé que la série est désormais co-financée par le service HBO Max, qui a hérité du catalogue de DC Universe, permettant au service d'être l'unique diffuseur des saisons de la série après leur passage à la télévision et permettant également à The CW de conserver le budget de la série, les séries de DC Universe ayant un budget plus important que les autres productions DC Comics de la chaîne,.
Le 31 octobre 2022, la série est annulée.

### Distributions des rôles
En septembre 2018, Brec Bassinger rejoint la série pour le rôle titre. Elle est suivie en novembre 2018 par Anjelika Washington, Yvette Monreal et Christopher James Baker. Le mois suivant, la distribution s'agrandit avec Joy Osmanski qui signe pour le rôle de Tigress, Neil Hopkins pour celui de Sportsmaster et Nelson Lee pour celui de Dragon King.
En décembre 2019, plusieurs acteurs sont annoncés : Joel McHale, Lou Ferrigno, Jr., Brian Stapf et Henry Thomas. En janvier 2019, Luke Wilson est annoncé dans le rôle de S.T.R.I.P.E.. En août 2021, il est annoncé que Neil Hopkins et Joy Osmanski rejoindront la distribution principale à partir de la troisième saison.

### Tournage
Le tournage de la série a débuté en mars 2019 dans la région métropolitaine d'Atlanta en Géorgie.

### Fiche technique
- Titre original : Stargirl
- Création : Geoff Johns
- Décors : Eddie Matazzoni
- Costumes : Emily Gunshor et Laura Jean Shannon
- Casting : Tara Feldstein et Rich Delia
- Musique : Pinar Toprak
- Production : Jennifer Lence, James Robinson, Trish Stanard, Rob Hardy et Joseph Zolfo
- Producteur délégués : Sarah Schechter, Glen Winter, Greg Beeman, Melissa Carter, Greg Berlanti et Geoff Johns
- Sociétés de production : Berlanti Productions, Mad Ghost Productions, DC Entertainment et Warner Bros. Television
- Sociétés de distribution : DC Universe (télévision, saison 1, États-Unis) / The CW (télévision, États-Unis) et Warner Bros. Television (globale)
- Pays d'origine :  États-Unis
- Langue originale : anglais
- Format : Couleur - 16:9 - 4K / 1080p (HDTV) - son Dolby Digital 5.1
- Genre : Super-héros
- Durée : 42–53 minutes
- Public :
  -  États-Unis :  (déconseillé aux jeunes enfants)

 Sauf indication contraire, les informations mentionnées dans cette section peuvent être confirmées par la base de données cinématographiques IMDb,  présente dans la section « Liens externes ».

## Épisodes

### Première saison (2020)
Composée de treize épisodes, elle a été diffusée entre le 18 mai et le 10 août 2020 sur le service DC Universe puis le lendemain à la télévision sur The CW.
1. Nouveau départ (Pilot) avec Henry Thomas
2. S.T.R.I.P.E. (S.T.R.I.P.E.)
3. Icicle (Icicle)
4. Wildcat (Wildcat) avec Nelson Lee
5. Hourman et Docteur Mid-Nite (Hourman and Dr Mid-Nit) avec Lou Ferrigno, Jr.
6. Justice Society (The Justice Society)
7. Le Duel 1re partie (Shiv Part One)
8. Le Duel 2e partie (Shiv Part Two) avec Matt Borlenghi
9. Brainwave (Brainwave)
10. Brainwaive Jr. (Brainwave Jr.)
11. Shining Knight (Shining Knight)
12. Stargirl et S.T.R.I.P.E. 1re partie (Stars and S.T.R.I.P.E. Part One)
13. Stargirl et S.T.R.I.P.E. 2e partie (Stars and S.T.R.I.P.E. Part Two) avec Joel McHale

### Deuxième saison:Summer School(2021)
Intitulée Summer School, elle est diffusée depuis le 10 août 2021 sur The CW.
Tous les épisodes sont intitulés Summer School: Chapter (numéroté de un à treize).
1. Cours d'été : chapitre un (Summer School: Chapter One) avec Nick E. Tarabay
2. Cours d'été : chapitre deux (Summer School: Chapter Two)
3. Cours d'été : chapitre trois (Summer School: Chapter Three) avec Jonathan Cake
4. Cours d'été : chapitre quatre (Summer School: Chapter Four)
5. Cours d'été : chapitre cinq (Summer School: Chapter Five) avec Nelson Lee
6. Cours d'été : chapitre six (Summer School: Chapter Six)
7. Cours d'été : chapitre sept (Summer School: Chapter Seven)
8. Cours d'été : chapitre huit (Summer School: Chapter Eight) avec Joel McHale
9. Cours d'été : chapitre neuf (Summer School: Chapter Nine) avec John Wesley Shipp
10. Cours d'été : chapitre dix (Summer School: Chapter Ten)
11. Cours d'été : chapitre onze (Summer School: Chapter Eleven)
12. Cours d'été : chapitre douze (Summer School: Chapter Twelve)
13. Cours d'été : chapitre treize (Summer School: Chapter Thirteen)

### Troisième saison:Frenemies(2022)
Cette dernière saison de treize épisodes est diffusée entre le 31 août et le 7 décembre 2022.
1. Le meurtre (Chapter One: The Murder)
2. Les suspects (Chapter Two: The Suspects)
3. Le maître chanteur (Chapter Three: The Blackmail)
4. L'indice (Chapter Four: The Evidence)
5. La voleuse (Chapter Five: The Thief)
6. La trahison (Chapter Six: The Betrayal)
7. La bague des ténèbres, 1ère partie (Chapter Seven: Infinity Inc. Part One)
8. La bague des ténèbres, 2ème partie (Chapter Eight: Infinity Inc. Part Two)
9. L'affrontement (Chapter Nine: The Monsters)
10. L'assassin (Chapter Ten: The Killer)
11. Briser la glace (Chapter Eleven: The Haunting)
12. Les dernières volontés et le testament de Sylvester Pemberton (Chapter Twelve: The Last Will and Testament of Sylvester Pemberton)
13. L’affrontement final (Chapter Thirteen: The Reckoning) avec John Wesley Shipp

## Autour de la série

### Connexion avec leArrowverse
Parmi les séries télévisées adaptées des publications de DC Comics, certaines se déroulent dans un même univers, surnommé Arrowverse, et d'autres évoluent dans leur propre univers indépendant. Néanmoins, avec la rencontre des univers des séries Flash et Supergirl en 2016, il est confirmé que tous ces univers font partie du multivers DC et qu'ils peuvent donc parfois se croiser.
Une version de Stargirl existe déjà sur Terre-I, l'univers des séries Arrow, Flash et Legends of Tomorrow, incarnée par Sarah Grey.
La Stargirl de la série télévisée fait une apparition en 2020 dans Crisis on Infinite Earths, le sixième crossover de l'Arrowverse, dans lequel plusieurs univers se rencontrent. Durant cette courte apparition lors de l'épisode de Legends of Tomorrow du crossover, il est dévoilé que l'action de la série télévisée Stargirl se déroule sur la Nouvelle Terre-II.
En 2021, John Wesley Shipp reprend son rôle de Jay Garrick / Flash de la série Flash dans l'épisode 9 de la saison 2. L'année suivante, il reprend aussi son rôle lors de l'épisode 13 de la saison 3.
En 2023, après la fin de la série, Brec Bassinger reprend son rôle de Courtney Whitmore / Stargirl dans l'épisode 9 de la saison 4 de Titans.